# Mantua (Ohio)
Mantua – wieś w Stanach Zjednoczonych, w stanie Ohio, w hrabstwie Portage.